# Варба (Міннесота)
Варба (англ. Warba) — місто (англ. city) в США, в окрузі Ітаска штату Міннесота. Населення — 168 осіб (2020).

## Географія
Варба розташована за координатами 47°8′8″ пн. ш. 93°16′12″ зх. д. / 47.13556° пн. ш. 93.27000° зх. д. (47.135631, -93.270079).  За даними Бюро перепису населення США в 2010 році місто мало площу 8,46 км², з яких 8,32 км² — суходіл та 0,14 км² — водойми.

## Демографія
Згідно з переписом 2010 року, у місті мешкала 181 особа в 77 домогосподарствах у складі 47 родин. Густота населення становила 21 особа/км².  Було 90 помешкань (11/км²).
Расовий склад населення:
| - 97,2 % — білих - 2,8 % — корінних американців |

До двох чи більше рас належало 0,0 %. Частка іспаномовних становила 0,0 % від усіх жителів.
За віковим діапазоном населення розподілялося таким чином: 23,8 % — особи молодші 18 років, 65,2 % — особи у віці 18—64 років, 11,0 % — особи у віці 65 років та старші. Медіана віку мешканця становила 37,8 року. На 100 осіб жіночої статі у місті припадало 96,7 чоловіків;  на 100 жінок у віці від 18 років та старших — 97,1 чоловіків також старших 18 років.
Середній дохід на одне домашнє господарство  становив 66 404 долари США (медіана — 49 583), а середній дохід на одну сім'ю — 82 737 доларів (медіана — 57 500). За межею бідності перебувало 13,0 % осіб, у тому числі 0,0 % дітей у віці до 18 років та 13,3 % осіб у віці 65 років та старших.
Цивільне працевлаштоване населення становило 50 осіб. Основні галузі зайнятості: роздрібна торгівля — 22,0 %, сільське господарство, лісництво, риболовля — 16,0 %, науковці, спеціалісти, менеджери — 14,0 %, мистецтво, розваги та відпочинок — 14,0 %.